# Henri Strauven
Pour les articles homonymes, voir Strauven.
Henri Hippolyte Strauven est un médecin belge né à Engelmanshoven le 4 septembre 1858. 
Il devint docteur en médecine et se fixa à Auderghem. 
Il fut durant plus de 50 ans le médecin attitré du bureau de bienfaisance (comparable au CPAS). 
Jeune médecin, il dut affronter la grave épidémie de choléra de septembre 1892, suivie un mois plus tard par le typhus.
Le docteur Strauven s'engagea à fond et siégea dans le conseil de crise communal, prenant des mesures d'hygiène.
Par après, il pratiqua au n° 186 du boulevard du Souverain (villa démolie depuis). 
Il mourut le 6 novembre 1938.
Auderghem lui dédicaça une rue à son nom.